# زباد ذهبي
البالينس الذهبي أو الزباد الذهبي (باللاتينية: Pallenis aurea) نوع نباتي يتبع جنس البالينس من الفصيلة النجمية.

## الموئل والانتشار
موطنه أقصى غرب حوض البحر الأبيض المتوسط من المغرب العربي إلى إسبانيا والبرتغال.